# Balanus chisletianus
Balanus chisletianus is een zeepokkensoort uit de familie van de Balanidae. De wetenschappelijke naam van de soort is voor het eerst geldig gepubliceerd in 1859 door Sowerby.